# Podreča
Podreča je vas s skoraj 600 prebivalci, ki leži ob reki Savi, na robu Sorškega polja v Mestni občini Kranj. S Kranjem je povezana z redno Alpetourjevo mestno avtobusno progo št. 8. 
V vasi stoji spomenik pesniku in pisatelju Simonu Jenku, saj se je v vasi leta 1835 rodil.